# Créhen
Créhen is een gemeente in het Franse departement Côtes-d'Armor, in de regio Bretagne. De plaats maakt deel uit van het arrondissement Dinan. Créhen telde op 1 januari 2022 1.664 inwoners.

## Geografie
De oppervlakte van Créhen bedraagt 18,21 km², de bevolkingsdichtheid is 89 inwoners per km² (per 1 januari 2019).
De onderstaande kaart toont de ligging van Créhen met de belangrijkste infrastructuur en aangrenzende gemeenten.

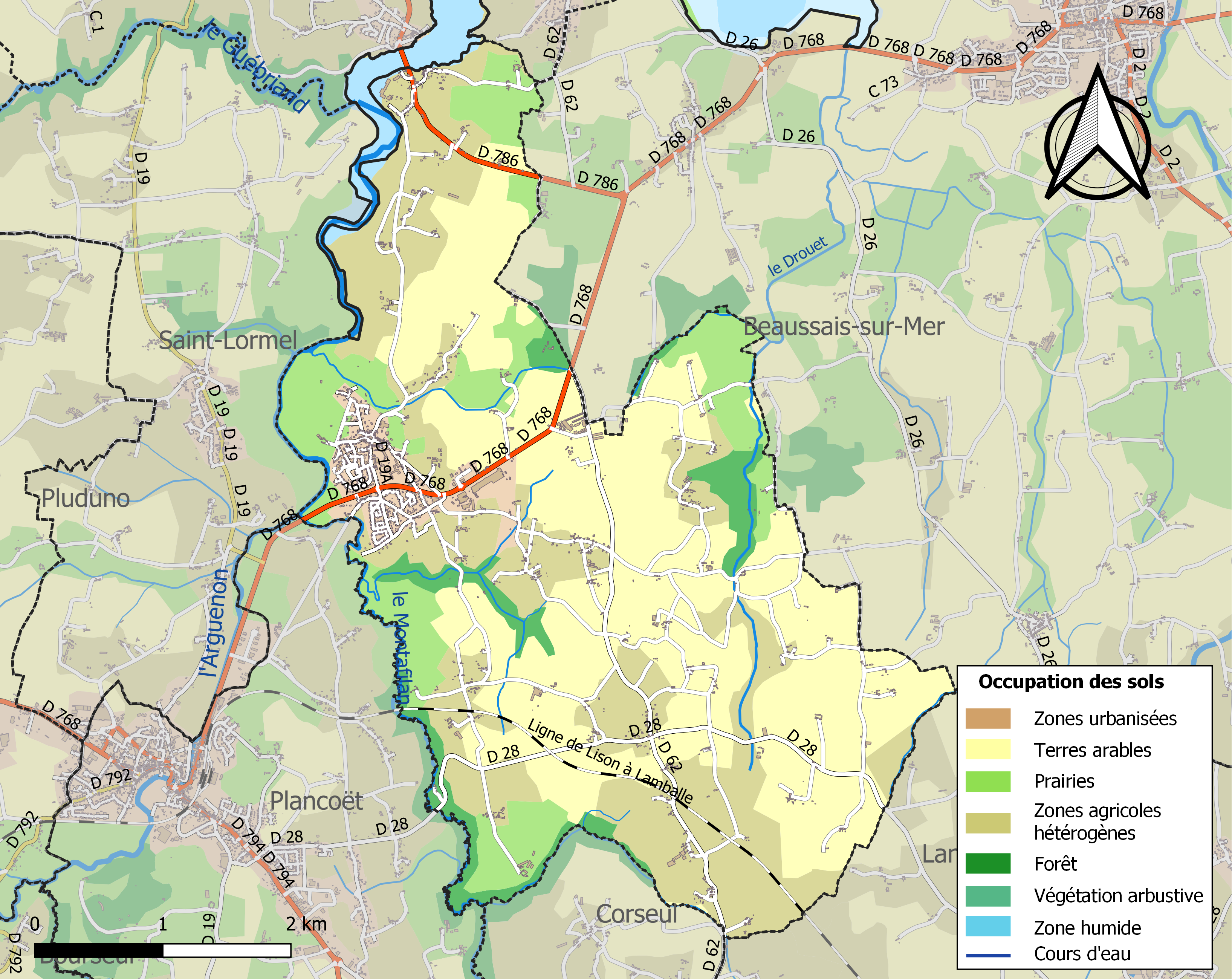

## Demografie
Onderstaande figuur toont het verloop van het inwonertal (bron: INSEE-tellingen).